# El Pony Pisador
El Pony Pisador es un grupo musical de Barcelona que mezcla varios estilos de música folk y tradicional de todo el mundo, como por ejemplo la música celta, sea shanties, habaneras, khoomei, bluegrass, tarantela y yodel. El nombre de la banda hace referencia a la posada «The Prancing Pony» que aparece en la obra El Señor de los Anillos de J.R.R. Tolkien, denominado «El Poney Pisador» en la traducción castellana.
Su repertorio incluye versiones y temas propios. Además de haber actuado en gran parte de España  han actuado en varios países de Europa, los Estados Unidos y Canadá.
Los orígenes de la banda se remontan al 2013, cuando Adrià Vila y Ramon Anglada decidieron formar un grupo de música irlandesa inspirado en grupos como Flogging Molly, Dropkick Murphys, Dubliners o los Clancy Brothers. Con la incorporación progresiva de los otros miembros se consolidó la formación y su estilo ecléctico y festivo, interpretando su música principalmente con instrumentos tradicionales y rellenado de referencias humorísticas de la cultura tabernaria y del mundo de los piratas, la literatura fantástica y el cómic. Las influencias musicales se ampliaron con artistas como Mägo de Oz, Flook, The Bothy Band, Chris Thile, Liz Carroll, Port Bo o Iron Horse.
El 2016 presentaron su primer álbum, Yarr's y Trons! (autoeditado y autoproducido) en que recogen canciones de tradiciones musicales diversas, desde Irlanda hasta la Asia Menor. De este disco es el primer videoclip del grupo, «Tot és part de ser un pirata», una de sus canciones más célebres. La gira de promoción los llevó a hacer conciertos a festivales de música folk en todo Cataluña y a participar en el circuito internacional de festivales de folk y sea shanties con actuaciones a la Eurofolk Festival (Alemania), el Harwich Shanty Festival y el Falmouth Sea Shanty (Reino Unido), el Rotterdam Shany Fest o el International Maritime Music del Corte Ship Celebration (Míchigan, Estados Unidos), entre otros.
A finales de 2019 publicaron un segundo disco titulado Matricular una galera (Coopula), incorporando en esta ocasión sonoridades propias del swing, las habaneras, las danzas búlgaras, los sea shanties, cantos armónicos tuvanos e incluso el heavy metal. Unas semanas antes de su lanzamiento público el grupo estrenó el videoclip de la canción «La confraria del Menhir». Este tema y el mismo título del álbum son un homenaje a los cómicos de Astèrix creados por Uderzo y Goscinny. Dos otros videoclips del disco, «Lime Scurvy» y «Santianna», fueron grabados en el espacio ocupado de la Casa Buenos Aires de Barcelona.
En enero de 2020 fueron incluidos entre los grupos nominados a los Premios Enderrock 2020 al mejor artista revelación, al mejor disco de folk y a la mejor canción de folk de 2019, quedando finalistas en la última categoría. El marzo del mismo año ofrecieron un concierto en directo vía streaming durante el confinamiento decretado en plena crisis por la pandemia de COVID-19.

## Miembros
- Ramon Anglada — guitarra, acordeón y voces
- Guillem Codern — banjo, armónica, canto armónico tuvano, yodel
- Miquel Pérez — violé irlandés (fiddle), percusiones y voz
- Martí Selga — flauta de pico, flauta irlandesa, contrabajo, voz
- Adrià Vila — mandolina, bodhrán, voz y canto yodel

## Discografía

### Álbumes de estudio
| 2016: 'Yarr's i Trons! |
| --- |
| (Coopula Editorial) 1. Rolling in the morning 2. Johnny comes down to Hilo 3. Tot és part de ser un pirata 4. From Erin to Tuva 5. Haul away Joe 6. El Pony Pisador, Port bo - Desembarca Jordi 7. Paddy lay back 8. Concili cefalòpode a Malgrat de Mar 9. The leaving of Liverpool 10. Miner's life 11. Mason's apron 12. (Porrus Track) Scarborough fair |

| 2019: 'Matricular una Galera |
| --- |
| (Coopula Editorial) 1. Dolores 2. Lime Scurvy 3. La Confraria del Menhir 4. Santianna 5. Maggie May 6. Bartomeu El Portuguès 7. Sam's gone away 8. L'avi simitarra 9. The saucy Arabella 10. A drop of Nelson's blood 11. Roll down 12. Cenotafis de marbre florentí 13. Daglarym 14. A wild trip |